# BIBSYS
BIBSYS es un organismo administrativo establecido y organizado por el Ministerio de Educación e Investigación de Noruega. Se trata de un proveedor de servicios, centrándose en el intercambio, almacenamiento y recuperación de datos relativos a la investigación y la educación. Usualmente, metadatos relacionados con la biblioteconomía. También ofrece productos integrados para la gestión de las bibliotecas, así como recursos educativos libres.

## Organización y miembros
BIBSYS está organizada formalmente como una unidad de la Universidad Noruega de Ciencia y Tecnología, que se encuentra en Trondheim. El Ministerio de Educación e Investigación designa la comisión directiva. Es el representante de facto de DataCite en Noruega, por lo cual facilita que todas las instituciones de educación superior e investigación de dicho país utilicen el identificador de objeto digital en sus trabajos.[cita requerida]
BIBSYS colabora con las bibliotecas de veinte universidades nacionales de Noruega, así como instituciones de investigación y la Biblioteca Nacional de Noruega. Todos sus productos y servicios se desarrollan en colaboración con sus instituciones miembros.

## Historia
Comenzó en 1972 como un proyecto colaborativo entre la biblioteca de la Real Sociedad Noruega de Ciencias y Letras, la del Instituto de Tecnología de Noruega y el centro de computación del Instituto Noruego de Tecnología. El objetivo del proyecto era automatizar rutinas internas de biblioteconomía. Desde entonces, ha pasado de ser un proveedor de sistemas para dos instituciones, al desarrollo y funcionamiento de un sistema nacional para las bibliotecas especializadas y de investigación. El objetivo también se ha ampliado para incluir a los usuarios de dichas bibliotecas, proporcionando un fácil acceso a sus recursos.